# John James Edward Hamilton
John James Edward Hamilton (* 11. Juli 1808; † 2. November 1847) war ein britischer Adliger und Offizier.
Er war der älteste Sohn und Heir apparent des Admirals Sir Edward Hamilton, 1. Baronet (1772–1851), aus dessen Ehe mit Frances Macnamara († 1840), Tochter des John Macnamara, Gutsherr von Llangoed Castle in Breconshire.
Er trat als Ensign des 8th (The King’s) Regiment of Foot in die British Army ein. Er war unter Halbsold vom aktiven Dienst freigestellt, als er im August 1829 eine Beförderung zum Lieutenant kaufte und in den aktiven Dienst beim 83rd Regiment of Foot zurückkehrte. Im August 1833 schied er aus dem Militärdienst aus.
Im Juli 1836 wurde er zum Deputy Lieutenant von Breconshire ernannt.
Im April 1842 heiratete er Favoretta Corbett († 1887), Tochter des Panton Corbett, Gutsherr von Longnor Hall in Shropshire. Mit ihr hatte er einen Sohn und drei Töchter:
- Sir Edward Archibald Hamilton, 4. und 2. Baronet (1843–1915);
- Agnes Henrietta Hamilton († 1907), ⚭ 1882 Hugh Hamon George William Carruthers Massy (1851–1916), Lieutenant-Commander der Royal Navy;
- Hermione Lucy Hamilton († 1869), ⚭ 1868 Walter Lacy Rogers († 1885), Barrister;
- Favoretta Frances Hamilton († 1932), ⚭ 1875 Albert Alexander von Steiger († 1906).

Da er bereits 1847 im Alter von 39 Jahren und vor seinem Vater starb, erbte nicht er, sondern 1851 sein Sohn Edward dessen Adelstitel als 2. Baronet, of Trebinshun House in the County of Brecon, der diesem 1819 in der Baronetage of the United Kingdom verliehen worden war.